# Campeonato Europeu de Esportes Aquáticos de 1954
O Campeonato Europeu de Esportes Aquáticos de 1954 foi a 8ª edição do evento organizado pela Liga Europeia de Natação (LEN). A competição foi realizada entre os dias 31 de agosto e 5 de setembro de 1954, em Turim na Itália. Na natação, as provas de borboleta foram disputadas pela primeira vez; 100 m para feminino e 200 m masculino. 

## Medalhistas

### Natação
Masculino
| Evento          | Ouro                                                             | Ouro    | Prata                                                                  | Prata   | Bronze                                                                                   | Bronze  |
| 100 m Livre     | Imre Nyéki · Hungria                                             | 57.8    | Lev Balandin · União Soviética                                         | 58.2    | Géza Kádas · Hungria                                                                     | 58.3    |
| 400 m Livre     | György Csordás · Hungria                                         | 4:38.8  | Angelo Romani · Itália                                                 | 4:40.4  | Per-Olof Östrand · Suécia                                                                | 4:40.9  |
| 1500 m Livre    | György Csordás · Hungria                                         | 18:57.8 | György Schuszter · Hungria                                             | 19:05.6 | Vladimir Lavrinenko · União Soviética                                                    | 19:10.6 |
| 100 m Costas    | Gilbert Bozon · França                                           | 1:05.1  | László Magyar · Hungria                                                | 1:05.3  | John Brockway · Reino Unido                                                              | 1:05.9  |
| 200 m Peito     | Klaus Bodinger · Alemanha Oriental                               | 2:40.9  | Marek Petrusewicz · Polónia                                            | 2:42.5  | Sándor Utassy · Hungria                                                                  | 2:43.8  |
| 200 m Borboleta | György Tumpek · Hungria                                          | 2:32.2  | Zsolt Feyér · Hungria                                                  | 2:35.1  | Vadim Martinchik · União Soviética                                                       | 2:36.3  |
| 4x200 m Livre   | Hungria · Laszlo Till · Zoltán Dömötör · Géza Kádas · Imre Nyéki | 8:47.8  | França · Jean Boiteux · Gilbert Bozon · Guy Montserret · Aldo Eminente | 8:54.1  | União Soviética · Nikolay Suhorukov · Vyacheslav Kurennoy · Yuriy Abovyan · Lev Balandin | 8:55.9  |

Feminino
| Evento          | Ouro                                                                | Ouro   | Prata                                                                               | Prata  | Bronze                                                                                 | Bronze |
| 100 m Livre     | Katalin Szőke · Hungria                                             | 1:05.8 | Judit Temes · Hungria                                                               | 1:06.7 | Geertje Wielema · Países Baixos                                                        | 1:07.3 |
| 400 m Livre     | Agata Sebö · Hungria                                                | 5:14.4 | Valéria Gyenge · Hungria                                                            | 5:16.3 | Esa Ligorio · Iugoslávia                                                               | 5:18.7 |
| 100 m Costas    | Geertje Wielema · Países Baixos                                     | 1:13.2 | Joke de Korte · Países Baixos                                                       | 1:13.6 | Pat Symons · Reino Unido                                                               | 1:17.3 |
| 200 m Peito     | Ursula Happe · Alemanha Ocidental                                   | 2:54.9 | Jytte Hansen · Dinamarca                                                            | 2:55.0 | Klara Killerman · Hungria                                                              | 2:55.8 |
| 100 m Borboleta | Jutta Langenau · Alemanha Oriental                                  | 1:16.6 | Maria Littomeritzky · Hungria                                                       | 1:18.6 | Ursula Happe · Alemanha Ocidental                                                      | 1:18.9 |
| 4x100 m Livre   | Hungria · Valéria Gyenge · Agata Sebö · Judit Temes · Katalin Szőke | 4:30.6 | Países Baixos · Loes Zandvliet · Joke de Korte · Hetty Balkenende · Geertje Wielema | 4:33.2 | Alemanha Ocidental · Käthe Jansen · Gisela von Netz · Birgit Klomp · Elisabeth Rechlin | 4:37.2 |

### Saltos Ornamentais
Masculino
| Evento          | Ouro                           | Ouro   | Prata                             | Prata  | Bronze                     | Bronze |
| Trampolim 3 m   | Roman Brener · União Soviética | 153.26 | Gennadiy Udalov · União Soviética | 141.16 | Christian Piré · França    | 136.97 |
| Plataforma 10 m | Roman Brener · União Soviética | 144.01 | Mikhail Chachba · União Soviética | 142.06 | Peter Heatly · Reino Unido | 133.59 |

Feminino
| Evento          | Ouro                                    | Ouro   | Prata                                | Prata  | Bronze                             | Bronze |
| Trampolim 3 m   | Valentina Chumicheva · União Soviética  | 129.45 | Birte Christoffersen-Hanson · Suécia | 127.79 | Lyubov Zhigalova · União Soviética | 125.30 |
| Plataforma 10 m | Tatyana Karakashyants · União Soviética | 79.86  | Birte Christoffersen-Hanson · Suécia | 72.17  | Eva Pfarrhofer · Áustria           | 65.68  |

### Polo Aquático
| Evento    | Ouro    | Prata      | Bronze |
| Masculino | Hungria | Iugoslávia | Itália |

## Quadro de medalhas
| Ordem | País               | Medalha de ouro | Medalha de prata | Medalha de bronze | Total |
| ----- | ------------------ | --------------- | ---------------- | ----------------- | ----- |
| 1     | Hungria            | 9               | 6                | 3                 | 18    |
| 2     | União Soviética    | 4               | 3                | 4                 | 11    |
| 3     | Alemanha Oriental  | 2               | 0                | 0                 | 0     |
| 4     | Países Baixos      | 1               | 2                | 1                 | 4     |
| 5     | França             | 1               | 1                | 1                 | 3     |
| 6     | Alemanha Ocidental | 1               | 0                | 2                 | 3     |
| 7     | Suécia             | 0               | 2                | 1                 | 3     |
| 8     | Itália             | 0               | 1                | 1                 | 2     |
| 8     | Iugoslávia         | 0               | 1                | 1                 | 2     |
| 10    | Dinamarca          | 0               | 1                | 0                 | 1     |
| 10    | Polónia            | 0               | 1                | 0                 | 1     |
| 12    | Reino Unido        | 0               | 0                | 3                 | 3     |
| 13    | Áustria            | 0               | 0                | 1                 | 1     |
| Total | Total              | 18              | 18               | 18                | 54    |